# مارك وايتهيد
مارك وايتهيد (بالإنجليزية: Mark Whitehead)‏ هو دراج على المضمار أمريكي، ولد في 14 فبراير 1961 في بيل في الولايات المتحدة، وتوفي في 6 يوليو 2011 في فريسكو في الولايات المتحدة.

## وصلات خارجية
- مارك وايتهيد على موقع أرشيف الدراجات (الإنجليزية)
- مارك وايتهيد على موقع أوليمبيديا (الإنجليزية)